# Самонарезающий винт
Самонарезающий винт или саморе́з — крепёжное изделие в виде стержня с головкой и специальной наружной резьбой, образующей внутреннюю резьбу в отверстии соединяемой детали.

Самонарезающий винт со сверловым концом и потайной головкой, крестообразным шлицом Phillips, по гипсокартону, оцинкованный

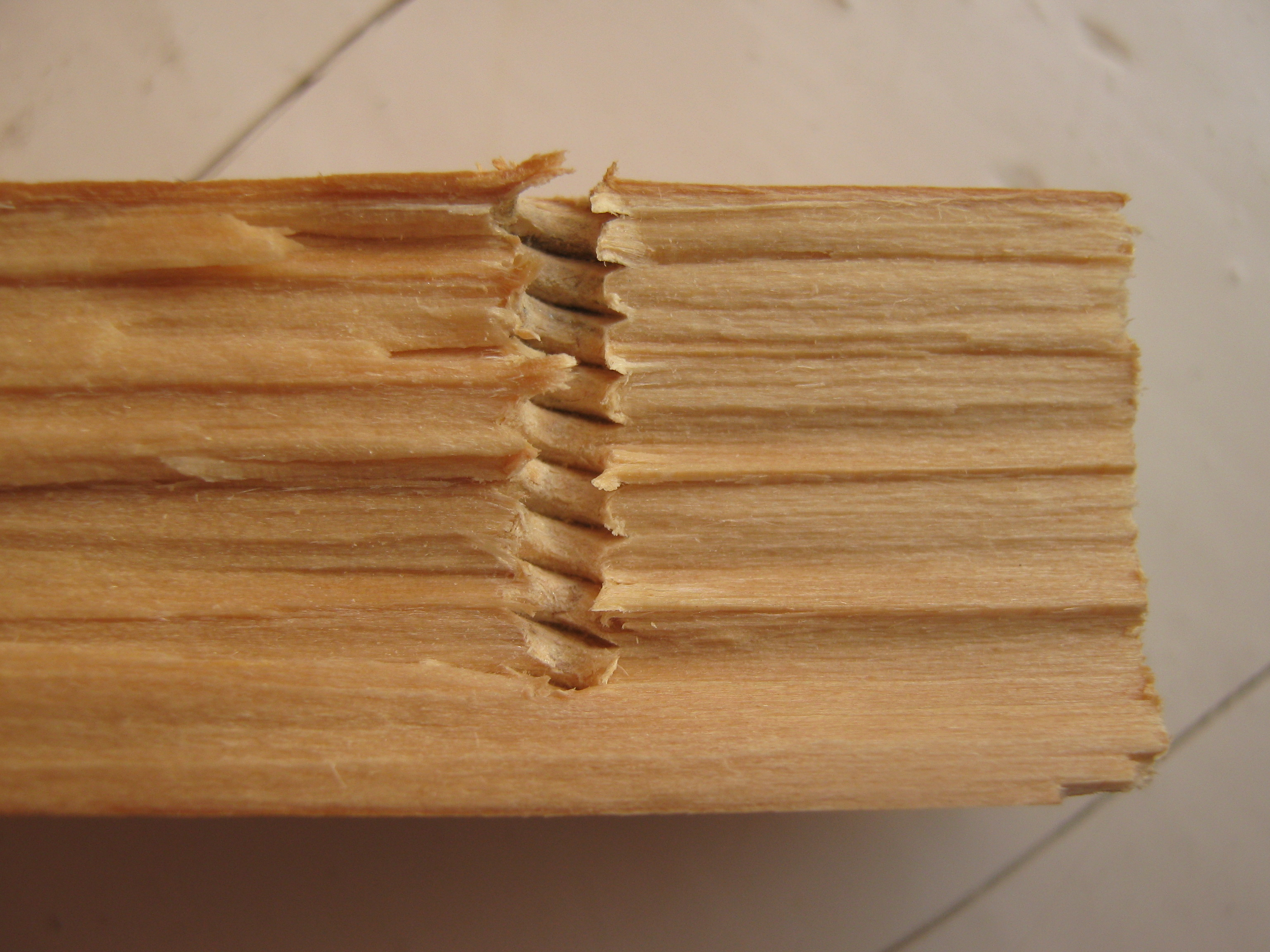
Внутренняя резьба в древесине, проделанная самонарезающим винтом

Самонарезающий винт имеет треугольную резьбу на цилиндрической поверхности, полностью или частично закрывающую цилиндрическую поверхность (полную или неполную резьбу).

## Классификация

### Материал изготовления
- Углеродистая сталь
- Нержавеющая сталь
- Латунь

#### Покрытие
- Фосфатированные (чёрного цвета)
- Оксидированные (чёрного цвета)
- Оцинкованные
- Оцинкованные жёлтые
- Без покрытия

### Конструкция

#### Головка

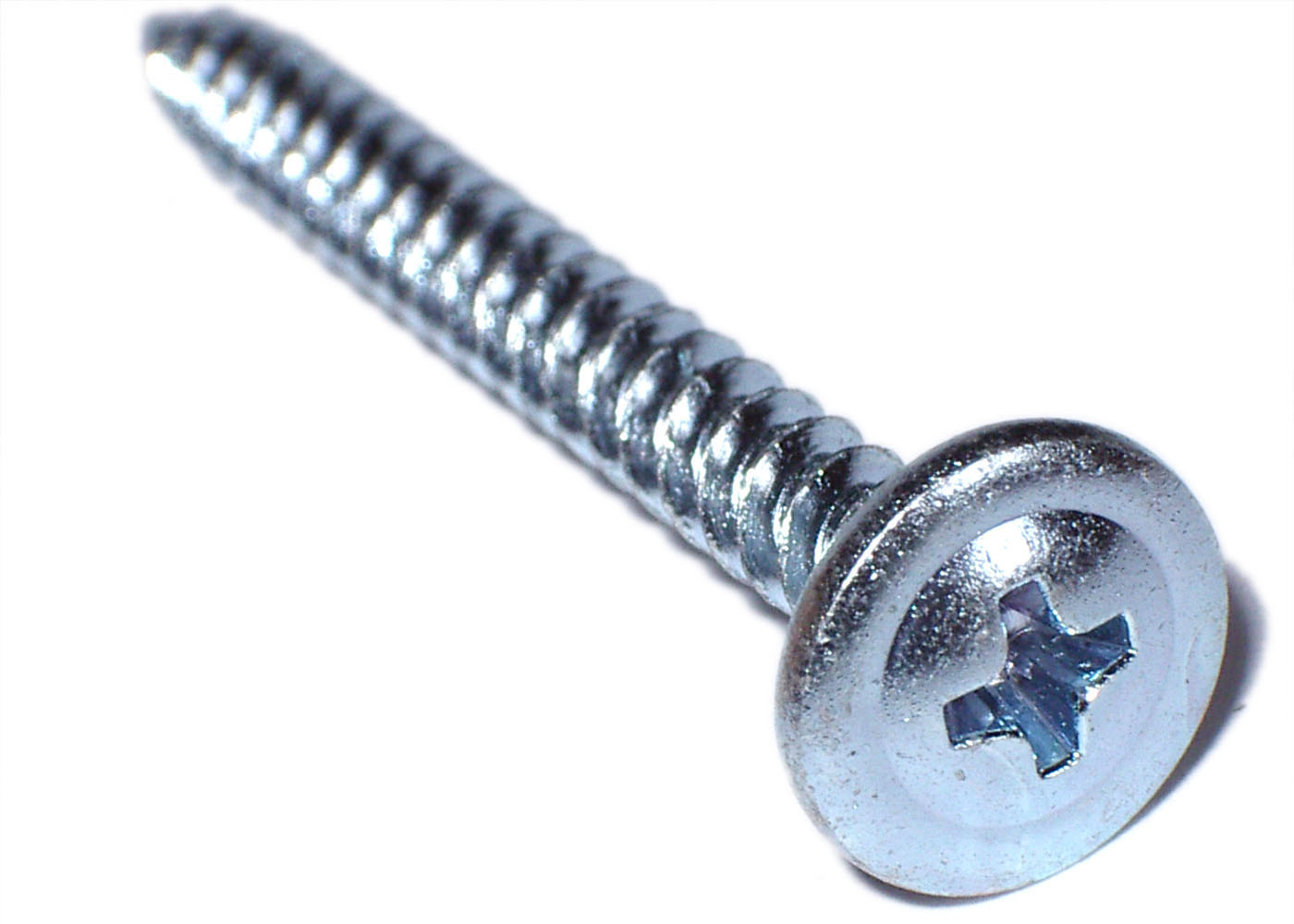
Самонарезающий винт с полукруглой головкой и пресс-шайбой. Шлиц Филлипс

- Потайная
- Полупотайная
- Полукруглая
- Полукруглая с пресс-шайбой
- Усеченный конус, «клоп» (жарг.)
- Шестигранная
- Цилиндрическая

#### Шлиц
- Прямой
- Крестообразные: Phillips или Pozidriv
- Шестигранный
- Torx

Встречаются также комбинированные шлицы (например, крестообразный с прямым).

#### Резьба
- Двухрезьбовая
- Редкая
- Частая

#### Конец
- Острый
- Сверловой (самосверлящий самонарезающий винт)

### Назначение
- Универсальный
- Для древесины

- Для гипсокартона и гипсоволокнистых листов
- Для листового металла и металлических профилей
- Для оконного профиля
- Кровельный

## Параметры самонарезающих винтов в РФ
В РФ параметры самонарезающих винтов регламентированы: ГОСТ Р ИСО 1478—2015 Резьба самонарезающих винтов, ГОСТ 10618—80 Винты самонарезающие для металла и пластмассы. Общие технические условия, ГОСТ 11650—80 Винты самонарезающие с полукруглой головкой и заостренным концом для металла и пластмассы. Конструкция и размеры, ГОСТ 11652—80 Винты самонарезающие с потайной головкой и заостренным концом для металла и пластмассы. Конструкция и размеры и др.

### Размеры самонарезающих винтов
Параметр диаметра стержня зависит в первую очередь от вида самонарезающегося винта, так для самонарезающегося винт по дереву размеры следующие:
- Диаметр стержня (d): 3,5 мм; 3,8 мм; 3,9 мм; 4,2 мм; 4,5 мм; 4,8 мм;
- Длина стержня (l): 13 мм, 16 мм, 19 мм, 25 мм, 32 мм, 35 мм, 41 мм, 45 мм, 51 мм, 55 мм, 65 мм, 70 мм.

На самонарезающих винтах более 70 мм для уменьшения нагрузки винтовая резьба выполнена только на части стержня.

### Масса самонарезающих винтов
Масса самонарезающих винтов является справочной величиной и рассчитана для изделий, выполненных из стали марок с 1008—1022.
- Масса 1000 самонарезающих винтов по дереву в формате l/d/m: 16 мм/3.5 мм/1,05 кг; 25 мм/3,5 мм/1,63 кг; 35 мм/3,5 мм/1,76 кг; 45 мм/3,5 мм/2,19 кг;
- Масса 1000 самонарезающих винтов по металлу в формате l/d/m: 13 мм/4,2 мм/1,66 кг; 16 мм/4,2 мм/1,89 кг; 25 мм/4,2 мм/2,45 кг; 32 мм/4,2 мм/2,87 кг;
- Масса 1000 самонарезающих винтов по металлу со сверлом в формате l/d/m: 13 мм/4,2 мм/1,85 кг; 16 мм/4,2 мм/2,05 кг; 25 мм/4,2 мм/2,61 кг; 32 мм/3,05 мм/2,87 кг.